# Старобинский сельсовет
Старо́бинский сельсовет — административная единица на территории Солигорского района Минской области Республики Беларусь.

## Состав
Старобинский сельсовет включает 10 населённых пунктов:
- Авины — деревня.
- Листопадовичи — деревня.
- Крушники — деревня.
- Летенец — деревня.
- Поварчицы — деревня.
- Саковичи — деревня.
- Ситенец — деревня.
- Старобин — городской посёлок.
- Тычины — деревня.
- Язовинь — деревня.